# ¿Quién quiere ser millonario? (España)
¿Quién quiere ser millonario? es la versión española del popular concurso internacional Who Wants to Be a Millionaire?. El premio máximo en España es de 1 000 000 €, anteriormente 50 000 000 ptas. Originalmente, para conseguir este premio era necesario responder correctamente a 15 preguntas consecutivas, posteriormente reducidas a 12 y, de nuevo, volvieron a aumentar la cifra de preguntas a 15, de creciente dificultad. El programa se empezó emitiendo en Telecinco presentado por Carlos Sobera desde 1999 hasta 2001. Posteriormente, se pasó a emitirse en Antena 3 desde 2005 hasta 2008 presentado nuevamente por Carlos Sobera y el 2009 por Antonio Garrido. En 2012, se emitió en la Sexta el concurso con una mecánica variada presentado por Nuria Roca. Desde 2020, volvió el formato original a Antena 3 presentado por Juanra Bonet, y, desde 2024, se emite en la Sexta.

## Equipo
| Cadena          |         |         |         |         |         |         |         |         |         |        |        |        |        |        |
| Etapa           | Primera | Primera | Primera | Segunda | Segunda | Segunda | Segunda | Segunda | Tercera | Cuarta | Cuarta | Cuarta | Cuarta | Cuarta |
| Año             | 1999    | 2000    | 2001    | 2005    | 2006    | 2007    | 2008    | 2009    | 2012    | 2020   | 2021   | 2022   | 2024   | 2025   |
| --------------- | ------- | ------- | ------- | ------- | ------- | ------- | ------- | ------- | ------- | ------ | ------ | ------ | ------ | ------ |
| Juanra Bonet    |         |         |         |         |         |         |         |         |         |        |        |        |        |        |
| Antonio Garrido |         |         |         |         |         |         |         |         |         |        |        |        |        |        |
| Nuria Roca      |         |         |         |         |         |         |         |         |         |        |        |        |        |        |
| Carlos Sobera   |         |         |         |         |         |         |         |         |         |        |        |        |        |        |

## Historia

### Primera etapa (1999-2001)
La primera etapa del programa se emitió en España de 1999 a 2001 en Telecinco llamándose 50 por 15: ¿quiere ser millonario?. El 50 hacía referencia al premio máximo (50 millones de pesetas), y el 15, al número de preguntas a las que había que responder correctamente para conseguir el premio. El presentador fue Carlos Sobera.
Como curiosidad, en esta etapa el concursante Enrique Chicote Blanco de Barcelona se llevó en una de las primeras ediciones el premio máximo: 50 millones de pesetas, equivalentes a 300 506,05 €, usando el comodín de la llamada sólo para decirle a su esposa que se iba a llevar el premio, antes de dar la respuesta correcta. En esa época fue el mayor premio que se había entregado en un programa televisivo en España en toda la historia.

### Segunda etapa (2005-2008)
El 25 de julio de 2005 comenzó la segunda etapa del programa, pero esta vez en Antena 3, siendo producido por Martingala Producciones en colaboración con la productora original, Celador. Se emitió de lunes a viernes a las 20:15. El gran premio era de un millón de euros. El presentador del concurso también fue Carlos Sobera.
La etapa finalizó en 2008. El programa consiguió una media en audiencia de un 20,1 % de cuota de pantalla y un promedio de 2 116 000 espectadores en la cadena.
Los máximos premios repartidos fueron:
- 2 de 100 000 €. Ambos concursantes supieron la respuesta correcta y podrían haber jugado por 1 000 000 €.
- 5 de 50 000 €. Dos de ellos supieron la respuesta correcta.
- 14 de 25 000 €. Solo uno supo la respuesta correcta.

### Tercera etapa (2009)
La tercera temporada del programa se estrenó el 18 de mayo de 2009, también en Antena 3 y duró algunos meses. El presentador fue Antonio Garrido.
La máxima cantidad repartida en esta temporada fue un premio de 75 000 €. El concursante no supo la respuesta correcta.

### Cuarta etapa (2012)
Durante cuatro meses del 2012 (febrero-junio) presentada por Nuria Roca con el título de El millonario. No se trata de la versión original sino la variable ¿Quién quiere ser millonario? cuyo nombre original es Who wants to be a millionaire? Hot Seat. El premio máximo es de 100 000 €.
Destaca el premio de 100 000 € en la emisión del 15 de marzo. Aparte de otro de 30 000 € y varios de 15 000 €.
El programa fue cancelado por baja audiencia aunque se emitieron durante un tiempo reposiciones en ese horario.

### Quinta etapa (2020/2022-presente)
Entre el 22 de enero y el 11 de marzo de 2020, vuelve a emitirse en Antena 3, 11 años después, esta vez presentado por Juanra Bonet, con 8 programas especiales emitidos los miércoles sobre las 22:45, y con varias novedades: entre sus modificaciones, el comodín del familiar sustituye al comodín de la llamada y el concursante puede escoger su segundo seguro. Al programa acudirán en esta ocasión algunos de los concursantes más importantes de la historia de los concursos de televisión:
- Erundino Alonso: premio Guinness de permanencia en un concurso de televisión y uno de los miembros del grupo más aclamado de ¡Boom!, competición en la que ha permanecido durante más de 500 programas y con la que ha llegado a ganar, con su equipo 'Los lobos', el mayor premio de la historia de la televisión.
- Ruth de Andrés: su participación en concursos de televisión comenzó en 2014 con Pasapalabra, competición a la que le siguió Saber y ganar, en la que lleva ya tres años como destacada concursante. En 2018, Ruth de Andrés, se convirtió en una de las 12 Magníficas del programa y casi ha rozado la centena de programas.
- Laura Zulueta: antes de su paso por ¡Boom! con su equipo 'Las beatlelillas', esta gaditana bilingüe licenciada en derecho y turismo ya había probado suerte en Pasapalabra, había superado los 25 programas en El juego del euromillón y se había enfrentado a las más ilustradas pruebas de Saber y ganar.
- Javier Miralles: participó en ¡Boom! en 2016 con el equipo 'Los RockCampers', en el que llegó a hacerse con suma de 2,3 millones de euros.
- Enrique Chicote: se hizo famoso cuando utilizó el comodín de la llamada para decirle a su mujer que iba a ganar 50 millones de pesetas, convirtiéndose así en el primer ganador de ¿Quién quiere ser millonario?.
- Marta Sierra: empezó con Saber y ganar, concurso al que le siguió, Pasapalabra, donde completó con éxito el rosco.
- Alberto Gálvez: participó en 100 programas de Saber y ganar.
- Juan Pedro Gómez: en 2013 completó el rosco de Pasapalabra y se convirtió, en su momento, en récord individual de bote en la televisión con 1,6 millones de euros.
- Héctor Puertas: ha participado en Saber y ganar y Pasapalabra.
- Eduardo Benito: en 2005 participó por primera vez en un concurso de televisión, Cifras y letras. No le fue nada mal pero su verdadero salto a la fama lo consiguió un año más tarde, cuando participó en Pasapalabra y se llevó consigo el mayor bote de la historia del programa hasta ese momento con más de 2 millones de euros. Después vinieron Gran Slam, Atrapa un millón o ¡Ahora caigo!.
- Montse Cano: en 1991 participó por primera vez en una competición en televisión bajo el nombre de El gordo en la que ganó una importante suma de dinero, un coche y un viaje a México. Años después participó en Saber y ganar, dónde conoció a las participantes que posteriormente crearon el equipo 'Extremis' de ¡Boom!, con las que incluso escribió el libro Guía del concursante extremo.

#### Audiencias (2020)
| 1 | 22 de enero de 2020   | 2 404 000 (17,4%) |
| 2 | 29 de enero de 2020   | 2 164 000 (17,8%) |
| 3 | 5 de febrero de 2020  | 2 059 000 (17,0%) |
| 4 | 12 de febrero de 2020 | 1 987 000 (16,4%) |
| 5 | 19 de febrero de 2020 | 1 864 000 (15,4%) |
| 6 | 26 de febrero de 2020 | 1 858 000 (15,3%) |
| 7 | 4 de marzo de 2020    | 2 134 000 (17,2%) |
| 8 | 11 de marzo de 2020   | 1 566 000 (12,7%) |

#### Audiencias (2022)
| 9  | 5 de marzo de 2022  | 1 488 000 (11,2%) |
| 10 | 12 de marzo de 2022 | 1 570 000 (11,6%) |
| 11 | 19 de marzo de 2022 | 1 478 000 (11,2%) |
| 12 | 26 de marzo de 2022 | 1 427 000 (10,8%) |
| 13 | 2 de abril de 2022  | 1 465 000 (11,0%) |
| 14 | 9 de abril de 2022  | 1 240 000 (9,7%)  |
| 15 | 30 de abril de 2022 | 1 257 000 (10,7%) |
| 16 | 7 de mayo de 2022   | 1 227 000 (10,2%) |

#### Audiencias (2024)
| 17 | 9 de abril de 2024  | 525 000 (5,5%) |
| 18 | 16 de abril de 2024 | 507 000 (5,3%) |
| 19 | 23 de abril de 2024 | 507 000 (5,7%) |
| 20 | 30 de abril de 2024 | 569 000 (5,4%) |
| 21 | 7 de mayo de 2024   | 506 000 (5,2%) |
| 22 | 14 de mayo de 2024  | 498 000 (5,3%) |

#### Audiencias (2025)
| 23 | 1 de abril de 2025  | 337 000 (3,4%) |
| 24 | 8 de abril de 2025  | 344 000 (4,0%) |
| 25 | 29 de abril de 2025 | 318 000 (3,8%) |
| 26 | 6 de mayo de 2025   | 295 000 (3,3%) |
| 27 | 13 de mayo de 2025  | 338 000 (4,0%) |
| 28 | 20 de mayo de 2025  | 359 000 (4,3%) |

### Sexta etapa (2021-presente)

#### Edición Famosos
Después del final de El desafío, el 12 de marzo de 2021 se estrenó una nueva edición, pero esta vez VIP (Es decir, con famosos). La edición se comenzó a grabar el 2 de junio, en septiembre promocionaron que se estrenaría "Muy Pronto", pero no se supo nada más hasta febrero del siguiente año y una vez que acabó El desafío lo estrenaron de viernes. Debido al próximo estreno de una nueva edición de 'La Voz Kids', el programa aceleró su emisión doblando el número de concursantes en su programa 8 y dejando pendiente de emitir el programa 9, que se emitió en 2022 después de emitir una nueva tanda de concursantes anónimos. En temporadas posteriores, se emitieron entregas sueltas de programas con famosos concursando. 
| Programas emitidos | Programas emitidos  | Programas emitidos                                      | Programas emitidos | Programas emitidos |
| N.º                | Fecha de emisión    | Famosos                                                 | Audiencia          |                    |
| ------------------ | ------------------- | ------------------------------------------------------- | ------------------ | ------------------ |
| 1                  | 12 de marzo de 2021 | Antonio ResinesDavid BroncanoBibiana Fernández          | 2 704 000 (17,7%)  |                    |
| 2                  | 19 de marzo de 2021 | Antonio GarridoEva HacheBoris Izaguirre                 | 2 425 000 (15,8%)  |                    |
| 3                  | 26 de marzo de 2021 | Santiago SeguraRossy de PalmaJ.J. Vaquero               | 1 962 000 (12,7%)  |                    |
| 4                  | 2 de abril de 2021  | Javier SardàLoles LeónLucía Extebarria                  | 2 182 000 (14,1%)  |                    |
| 5                  | 9 de abril de 2021  | Mario VaquerizoAitana Sánchez-GijónAdrián Lastra        | 2 385 000 (15,2%)  |                    |
| 6                  | 16 de abril de 2021 | Marta HazasCarlos LatreLorenzo Silva                    | 1 962 000 (13,2%)  |                    |
| 7                  | 23 de abril de 2021 | Miguel Ángel MuñozAna MilánSecun de la Rosa             | 1 848 000 (12,1%)  |                    |
| 8                  | 30 de abril de 2021 | Alberto ChicoteLeo HarlemEspido Freire                  | 1 413 000 (12,7%)  |                    |
| 9                  | 30 de abril de 2021 | AlaskaEdu SotoLydia Valentín                            | 1 413 000 (12,7%)  |                    |
| 10                 | 21 de mayo de 2022  | GonzoEl SevillaCósima Ramírez                           | 1 088 000 (10,3%)  |                    |
| 11                 | 2 de abril de 2024  | Paco LeónSilvia AbrilAinhoa Arteta                      | 708 000 (6,9%)     |                    |
| 12                 | 21 de mayo de 2024  | José MotaMáximo HuertaEva Soriano                       | 548 000 (5,9%)     |                    |
| 13                 | 25 de marzo de 2025 | Antonio de la TorreRaquel Sánchez SilvaAlberto Contador | 391 000 (4,8%)     |                    |
| 14                 | 3 de junio de 2025  | Mamen MendizábalRuth LorenzoPablo Carbonell             | 372 000 (4,5%)     |                    |

## Audiencias

### ¿Quién quiere ser millonario?: Ediciones
| Edición                                                 | Fecha     | Cadena    | Espectadores | Cuota de pantalla |
| ------------------------------------------------------- | --------- | --------- | ------------ | ----------------- |
| 50 por 15 ¿Quiere ser millonario? 1.ª Etapa             | 1999-2001 | Telecinco |              |                   |
| ¿Quién quiere ser millonario? 2.ª Etapa                 | 2005-2008 | Antena 3  |              |                   |
| ¿Quién quiere ser millonario? 3.ª Etapa                 | 2009      | Antena 3  |              |                   |
| El millonario                                           | 2012      | La Sexta  | 424 000      | 3,1%              |
| ¿Quién quiere ser millonario? Especial 20.º Aniversario | 2020      | Antena 3  | 2 005 000    | 16,2%             |
| ¿Quién quiere ser millonario? Temporada 6               | 2021      | Antena 3  | 1 997 000    | 13,8%             |
| ¿Quién quiere ser millonario? Temporada 7               | 2022      | Antena 3  | 1 394 000    | 10,8%             |
| ¿Quién quiere ser millonario? Temporada 8               | 2024      | La Sexta  | 546 000      | 5,6%              |
| ¿Quién quiere ser millonario? Temporada 9               | 2025      | La Sexta  | 344 000      | 4,0%              |

## Escalas de premios en las distintas ediciones
Los parámetros marcados con * se cumplen sólo en la versión original, no en la Hot Seat.
| Año         | 1999-2001                       | 2005-2007   | 2008        | 2009        | 2012      | 2020-       |
| ----------- | ------------------------------- | ----------- | ----------- | ----------- | --------- | ----------- |
| Pregunta 15 | 50 000 000 ptas. (300 506,05 €) | 1 000 000 € | 1 000 000 € |             | 100 000 € | 1 000 000 € |
| Pregunta 14 | 24 000 000 ptas. (144 242,91 €) | 300 000 €   | 300 000 €   | 30 000 €    | 300 000 € |             |
| Pregunta 13 | 12 000 000 ptas. (72 121,45 €)  | 100 000 €   | 100 000 €   | 15 000 €    | 100 000 € |             |
| Pregunta 12 | 6 000 000 ptas. (36 060,73 €)   | 50 000 €    | 30 000 €    | 1 000 000 € | 10 000 €  | 50 000 €    |
| Pregunta 11 | 3 000 000 ptas. (18 030,36 €)   | 25 000 €    | 15 000 €    | 250 000 €   | 8000 €    | 30 000 €    |
| Pregunta 10 | 1 500 000 ptas. (9 015,18 €)    | 15 000 €    | 10 000 €    | 75 000 €    | 6 000 €   | 20 000 €    |
| Pregunta 9  | 750 000 ptas. (4 507,59 €)      | 10 000 €    | 8 000 €     | 25 000 €    | 4 000 €   | 15 000 €    |
| Pregunta 8  | 600 000 ptas. (3 606,07 €)      | 6 500 €     | 6 000 €     | 12 000 €    | 3 000 €   | 10 000 €    |
| Pregunta 7  | 450 000 ptas. (2 704,55 €)      | 4 000 €     | 4 000 €     | 6 000 €     | 2 000 €   | 5 000 €     |
| Pregunta 6  | 350 000 ptas. (2 103,54 €)      | 2000 €      | 2 000 €     | 5 000 €     | 1 500 €   | 2 500 €     |
| Pregunta 5  | 300 000 ptas. (1 803,04 €)      | 1 000 €     | 1 000 €     | 4 000 €     | 1 000 €   | 1 500 €     |
| Pregunta 4  | 150 000 ptas. (901,52 €)        | 500 €       | 500 €       | 3 000 €     | 700 €     | 750 €       |
| Pregunta 3  | 75 000 ptas. (450,76 €)         | 300 €       | 300 €       | 2 000 €     | 400 €     | 500 €       |
| Pregunta 2  | 50 000 ptas. (300,51 €)         | 200 €       | 200 €       | 1 000 €     | 200 €     | 250 €       |
| Pregunta 1  | 25 000 ptas. (150,25 €)         | 100 €       | 100 €       | 500 €       | 100 €     | 100 €       |